# Eurrhypis pollinalis
Eurrhypis pollinalis ist ein (Klein-) Schmetterling aus der Familie der Crambidae. Die Art ist europaweit verbreitet.

## Merkmale
Die Falter erreichen eine Flügelspannweite von 28 bis 33 Millimetern. Vorder- und Hinterflügel sind dunkelbraun bis fast schwarz gefärbt. Auf den Vorderflügel sitzen zwei große, meist etwas in die Länge gezogene weiße Flecken, an der Flügelbasis befindet sich ein weißer Strich. Auch die Hinterflügel weisen zwei langgezogene, weiße Flecken auf, die jedoch kleiner sind als die Flecken der Vorderflügel. Vorder- und Hinterflügel sind am Außenrand weiß gesäumt.

## Vorkommen
Die Art kommt in Süd- und Mitteleuropa vor. Man findet sie an warmen, sonnigen Standorten der offenen Landschaft weit verbreitet vor. Sie steigt im Gebirge bis auf über 1500 Meter Höhe an.

## Lebensweise
Eurrhypis pollinalis bildet zwei sich überlappende Generationen im Jahr aus, die von April bis August fliegen. Die oligophagen Raupen fressen an verschiedenen Arten von Hülsenfrüchtlern, wie z. B. Ginster (Genista), Hauhecheln (Ononis) und Geißklee (Cytisus). Sie leben in röhrenartigen Gängen, die vom Pflanzenstängel bis zum Boden reichen.